# Campeonato Mundial de Bádminton de 1985
El IV Campeonato Mundial de Bádminton se celebró en Calgary (Canadá) en 1985 bajo la organización de la Federación Internacional de Bádminton (IBF) y la Federación Canadiense de Bádminton.
Las competiciones se realizaron en el Saddledome de la ciudad canadiense.

## Medallistas
| Evento               | Oro                                      | Plata                                      | Bronce                                                                                   |
| -------------------- | ---------------------------------------- | ------------------------------------------ | ---------------------------------------------------------------------------------------- |
| Individual masculino | Han Jian China                           | Morten Frost Dinamarca                     | Jens Peter Nierhoff Dinamarca Yang Yang China                                            |
| Dobles masculino     | Park Joo-Bong Kim Moon-Soo Corea del Sur | Li Yongbo Tian Bingyi China                | Liem Swie King Hariamanto Kartono Indonesia Mark Christiansen Michael Kjeldsen Dinamarca |
| Individual femenino  | Han Aiping China                         | Wu Jianqui China                           | Li Lingwei China Zheng Yuli China                                                        |
| Dobles femenino      | Han Aiping Li Lingwei China              | Lin Ying Wu Dixi China                     | Kim Yun-Ja Yoo Sang-Hee Corea del Sur Kang Haeng-Suk Hwang Sun-Ae Corea del Sur          |
| Dobles mixto         | Park Joo-Bong Yoo Sang-Hee Corea del Sur | Stefan Karlsson · Maria Bengtsson · Suecia | Nigel Tier Gillian Gowers Inglaterra Zhang Xinguang Lao Yujing China                     |

## Medallero
| Núm. | País          | Oro | Plata | Bronce | Total |
| ---- | ------------- | --- | ----- | ------ | ----- |
| 1    | China         | 3   | 3     | 4      | 10    |
| 2    | Corea del Sur | 2   | 0     | 2      | 4     |
| 3    | Dinamarca     | 0   | 1     | 2      | 3     |
| 4    | Suecia        | 0   | 1     | 0      | 1     |
| 5    | Indonesia     | 0   | 0     | 1      | 1     |
| 5    | Inglaterra    | 0   | 0     | 1      | 1     |
|      | TOTAL         | 5   | 5     | 10     | 20    |